# World Puzzle Federation
Die World Puzzle Federation (Rätsel-Weltverband) ist eine internationale Organisation mit Sitz in Amsterdam, welche sich dem Lösen, dem Erstellen und der Verbreitung logischer Rätsel widmet. Die Organisation bringt Rätsellöser der ganzen Welt zu Rätselwettbewerben zusammen. Seit 1992 findet jährlich die Rätselweltmeisterschaft statt, seit 2006 zusätzlich noch die Sudokuweltmeisterschaft. Erfolgreichster Teilnehmer bei den Rätselweltmeisterschaften ist Ulrich Voigt (Deutschland) mit elf Titeln, Thomas Snyder (USA), Jan Mrozowski (Polen) und Koto Morinishi (Japan) gewannen dreimal die Sudokuweltmeisterschaft.
Seit 2006 wird Deutschland in der World Puzzle Federation vom Verein Logic Masters Deutschland e.V. vertreten. Der Verein organisiert unter anderem die jährlich stattfindenden Deutschen Rätsel- und Sudoku-Meisterschaften. Zuvor war dies der Bastei-Verlag.

## Ziele des Vereins
Die Ziele des Vereins sind laut Webseite:
- Die Rätselweltmeisterschaft, der Sudokuweltmeisterschaft und anderer WPF-Veranstaltungen zu organisieren.
- Die Mittel für internationalen Austausch zu Rätselideen zu liefern.
- Innovationen auf dem Bereich der Rätsel zu fördern.
- Freundschaften zwischen Rätselenthusiasten weltweit pflegen.

## Weltmeisterschaften
Seit 1992 finden jährlich die Rätselweltmeisterschaften statt, bei denen aus jedem Land ein Team aus bis zu vier Kandidaten teilnehmen darf. Die Meisterschaft dauert 2 bis 2½ Tage. Die ersten zwei Tage bestehen aus diversen Runden, bei denen mal die Teilnehmer einzeln, mal als Nationalteam gemeinsam Rätsel lösen müssen. Für jedes korrekt gelöste Rätsel gibt es Punkte. Diese werden kumuliert und ergeben Einzel- und Mannschaftswertung. Am Ende des zweiten Tages, bzw. seit einigen Jahren am Anfang des dritten, finden dann die Playoffs statt, bei denen die besten Teilnehmer der ersten beiden Tage den Weltmeister unter sich entscheiden. Bislang gibt es hierfür keinen festen Modus, jeder Ausrichter kann hier selbst bestimmen. Im Falle der Mannschaftswertung gab es 2014 zum ersten Mal ein Playoff.
Seit 2006 gibt es neben den Rätselweltmeisterschaften (WPC) auch noch Sudokuweltmeisterschaften (WSC), seit 2009 finden diese direkt vor der Rätselweltmeisterschaft statt um den organisatorischen Aufwand geringer zu halten.

### Rätselweltmeisterschaften
| Jahr   | Ort                                             | Teamwertung | Teamwertung | Teamwertung | Einzelwertung       | Einzelwertung           | Einzelwertung           |
|        |                                                 | 1. Platz    | 2. Platz    | 3. Platz    | 1. Platz            | 2. Platz                | 3. Platz                |
| ------ | ----------------------------------------------- | ----------- | ----------- | ----------- | ------------------- | ----------------------- | ----------------------- |
| 1992   | New York City (USA)                             | USA         | Argentinien | Polen       | David Samuel (CA)   | Darren Rigby (CA)       | Danial Johnson (USA)    |
| 1993   | Brno (CZ)                                       | Tschechien  | USA         | Kanada      | Robert Babilon (CZ) | Wei-Hwa Huang (USA)     | Pavel Kalhous (CZ)      |
| 1994   | Köln (DE)                                       | Tschechien  | USA         | Kroatien    | Ron Osher (USA)     | Pavel Kalhous (CZ)      | Pero Galogaza (CR)      |
| 1995   | Poiana Brasov (RO)                              | USA         | Tschechien  | Ungarn      | Wei-Hwa Huang (USA) | Gyorgy Istvan (HU)      | Pavel Kalhous (CZ)      |
| 1996   | Utrecht (NL)                                    | USA         | Tschechien  | Türkei      | Robert Babilon (CZ) | Zack Butler (USA)       | Wei-Hwa Huang (USA)     |
| 1997   | Koprivnica (CR)                                 | Tschechien  | USA         | Ungarn      | Wei-Hwa Huang (USA) | Ron Osher (USA)         | Robert Babilon (CZ)     |
| 1998   | Istanbul (TR)                                   | USA         | Japan       | Ungarn      | Wei-Hwa Huang (USA) | Akira Nakai (JP)        | Zack Butler (USA)       |
| 1999   | Budapest (HU)                                   | USA         | Niederlande | Tschechien  | Wei-Hwa Huang (USA) | Zack Butler (USA)       | Niels Roest (NL)        |
| 2000   | Stamford (USA)                                  | USA         | Niederlande | Deutschland | Ulrich Voigt (DE)   | Wei-Hwa Huang (USA)     | Niels Roest (NL)        |
| 2001   | Brno (CZ)                                       | USA         | Tschechien  | Belgien     | Ulrich Voigt (DE)   | Robert Babilon (CZ)     | Zack Butler (USA)       |
| 2002   | Oulu (FI)                                       | Japan       | Deutschland | USA         | Niels Roest (NL)    | Roland Voigt (DE)       | Ulrich Voigt (DE)       |
| 2003   | Arnhem (NL)                                     | Deutschland | USA         | Niederlande | Ulrich Voigt (DE)   | Wei-Hwa Huang (USA)     | Roger Barkan (USA)      |
| 2004   | Opatija (CR)                                    | USA         | Deutschland | Ungarn      | Niels Roest (NL)    | Ulrich Voigt (DE)       | Roger Barkan (USA)      |
| 2005   | Eger (HU)                                       | Deutschland | USA         | Japan       | Ulrich Voigt (DE)   | Wei-Hwa Huang (USA)     | Niels Roest (NL)        |
| 2006a) | Borovets (BU)                                   | USA         | Deutschland | Japan       | Ulrich Voigt (DE)   | Wei-Hwa Huang (USA)     | Maho Yokota (JP)        |
| 2007b) | Rio de Janeiro (BR)                             | USA         | Japan       | Belgien     | Pal Madarassy (HU)  | Thomas Snyder (USA)     | Ulrich Voigt (DE)       |
| 2008   | Minsk (BE)                                      | USA         | Japan       | Tschechien  | Ulrich Voigt (DE)   | Mehmet Murat Sevim (TR) | Roger Barkan (USA)      |
| 2009   | Antalya (TR)                                    | Deutschland | USA         | Japan       | Ulrich Voigt (DE)   | Peter Hudak (SL)        | Mehmet Murat Sevim (TR) |
| 2010   | Paprotnia (PO)                                  | USA         | Japan       | Deutschland | Taro Arimatsu (JP)  | Ulrich Voigt (DE)       | Hideaki Jo (JP)         |
| 2011   | Eger (HU)                                       | USA         | Deutschland | Japan       | Palmer Mebane (USA) | Ulrich Voigt (DE)       | Thomas Snyder (USA)     |
| 2012   | Kraljevica (CR)                                 | Deutschland | Japan       | USA         | Ulrich Voigt (DE)   | Thomas Snyder (USA)     | Palmer Mebane (USA)     |
| 2013   | Peking (CH)                                     | USA         | Deutschland | Japan       | Ulrich Voigt (DE)   | Palmer Mebane (USA)     | Thomas Snyder (USA)     |
| 2014   | London (UK)                                     | Deutschland | Japan       | USA         | Ulrich Voigt (DE)   | Palmer Mebane (USA)     | Florian Kirch (DE)      |
| 2015   | Sofia (BU)                                      | Deutschland | Japan       | USA         | Ken Endo (JP)       | Ulrich Voigt (DE)       | Palmer Mebane (USA)     |
| 2016   | Senec (SVK)                                     | Deutschland | Japan       | USA         | Ulrich Voigt (DE)   | Palmer Mebane (USA)     | Ken Endo (JP)           |
| 2017c) | Bengaluru (IND)                                 | Japan       | USA         | Deutschland | Ken Endo (JP)       | Ulrich Voigt (DE)       | Kota Morinishi (JP)     |
| 2018   | Prag (CZ)                                       | Deutschland | USA         | Ungarn      | Thomas Snyder (USA) | Ulrich Voigt (DE)       | Ken Endo (JP)           |
| 2019   | Kirchheim (DE)                                  | USA         | Deutschland | Japan       | Philipp Weiß (DE)   | Ken Endo (JP)           | Walker Anderson (USA)   |
| 2020   | Fand aufgrund der COVID-19-Pandemie nicht statt |             |             |             |                     |                         |                         |
| 2021   | Fand aufgrund der COVID-19-Pandemie nicht statt |             |             |             |                     |                         |                         |
| 2022   | Krakau (PL)                                     | Japan       | USA         | Deutschland | Ken Endo (JP)       | Prasanna Seshadri (IND) | Thomas Luo (USA)        |
| 2023   | Toronto (CA)                                    | USA         | Japan       | Deutschland | Ken Endo (JP)       | Walker Anderson (USA)   | Thomas Luo (USA)        |

a) Durch ein fehlerhaftes Rätsel im Halbfinale verzögerte sich die Entscheidung um ca. 10 Stunden. Ein Teilnehmer im Halbfinale konnte aufgrund eines früh gebuchten Fluges deshalb nicht mehr teilnehmen.
b)Unregelmäßigkeiten gab es in der letzten Teamrunde: Ein Tesafilm, der nicht richtig gehalten hatte, sorgte dafür, dass das deutsche Team von zuvor Platz 2 auf Platz 9 abrutschte.
c)2017 gab es kein Finale der Besten Teilnehmer.

### Sudokuweltmeisterschaften
| Jahr   | Ort                                             | Teamwertung | Teamwertung | Teamwertung | Einzelwertung       | Einzelwertung           | Einzelwertung           |
|        |                                                 | 1. Platz    | 2. Platz    | 3. Platz    | 1. Platz            | 2. Platz                | 3. Platz                |
| ------ | ----------------------------------------------- | ----------- | ----------- | ----------- | ------------------- | ----------------------- | ----------------------- |
| 2006   | Lucca (IT)                                      | – a)        | – a)        | – a)        | Jana Tylova (CZ)    | Thomas Snyder (USA)     | Wei-Hwa Huang (USA)     |
| 2007   | Prag (CZ)                                       | Japan       | USA         | Tschechien  | Thomas Snyder (USA) | Yuhei Kusui (JP)        | Peter Hudák (SVK)       |
| 2008   | Goa (IN)                                        | Tschechien  | Japan       | Deutschland | Thomas Snyder (USA) | Yuhei Kusui (JP)        | Jakub Ondroušek (CZ)    |
| 2009   | Žilina (SL)                                     | Slowakei    | Tschechien  | Serbien     | Jan Mrozowski (PL)  | Branko Ceranic (SB)     | Robert Babilon (CZ)     |
| 2010   | Philadelphia (USA)                              | Deutschland | Tschechien  | Japan       | Jan Mrozowski (PL)  | Jakub Ondroušek (CZ)    | Hideaki Jo (JP)         |
| 2011   | Eger (HU)                                       | Deutschland | Tschechien  | USA         | Thomas Snyder (USA) | Kota Morinishi (JP)     | Tiit Vunk (EST)         |
| 2012   | Kraljevica (CR)                                 | Japan       | Tschechien  | China       | Jan Mrozowski (PL)  | Kota Morinishi (JP)     | Hideaki Jo (JP)         |
| 2013   | Peking (CH)                                     | China       | Tschechien  | Japan       | Jin Ce (CH)         | Kota Morinishi (JP)     | Jakub Ondroušek (CZ)    |
| 2014   | London (UK)                                     | Japan       | Deutschland | China       | Kota Morinishi (JP) | Tiit Vunk (EST)         | Bastien Vial-Jaime (FR) |
| 2015   | Sofia (BU)                                      | Japan       | China       | Tschechien  | Kota Morinishi (JP) | Tiit Vunk (EST)         | Jakub Ondroušek (CZ)    |
| 2016   | Senec (SVK)                                     | Tschechien  | China       | Japan       | Tiit Vunk (EST)     | Jakub Ondroušek (CZ)    | Kota Morinishi (JP)     |
| 2017b) | Bengaluru (IND)                                 | China       | Japan       | Frankreich  | Kota Morinishi (JP) | Tiit Vunk (EST)         | Qiu Yanzhe (CHN)        |
| 2018   | Prag (CZ)                                       | Japan       | China       | Deutschland | Kota Morinishi (JP) | Bastien Vial-Jaime (FR) | Tiit Vunk (EST)         |
| 2019   | Kirchheim (DE)                                  | Japan       | China       | Tschechien  | Ken Endo (JP)       | Kota Morinishi (JP)     | Tantan Dai (CHN)        |
| 2020   | Fand aufgrund der COVID-19-Pandemie nicht statt |             |             |             |                     |                         |                         |
| 2021   | Fand aufgrund der COVID-19-Pandemie nicht statt |             |             |             |                     |                         |                         |
| 2022   | Krakau (PL)                                     | Tschechien  | Japan       | Estland     | Tiit Vunk (EST)     | Tantan Dai (CH)         | Kota Morinishi (JP)     |
| 2023   | Toronto (CA)                                    | Japan       | Tschechien  | USA         | Tantan Dei (CH)     | Tiit Vunk (EST)         | Kota Morinishi (JP)     |

a)Es gab 2006 keine Teams und entsprechend auch keine Teamwertung.
b)2017 gab es kein Finale der Besten Teilnehmer.

## Grand Prix
Seit 2013 gibt es den Sudoku-Grandprix, seit 2014 den Rätsel-Grandprix. In beiden Fällen besteht der Grandprix aus ca. 8 Runden, die von Rätselautoren aus unterschiedlichen Ländern erstellt wurden und von Januar bis August online ausgetragen werden. Die besten 10 Teilnehmer werden dann zur Finalausscheidung während der Weltmeisterschaften eingeladen.

### Rätsel Grand Prix
| Jahr | Online        | Online              | Online              | Finale            | Finale              | Finale              |
|      | 1. Platz      | 2. Platz            | 3. Platz            | 1. Platz          | 2. Platz            | 3. Platz            |
| ---- | ------------- | ------------------- | ------------------- | ----------------- | ------------------- | ------------------- |
| 2014 | Ken Endo (JP) | Palmer Mebane (USA) | Ulrich Voigt (DE)   | Hideaki Jo (JP)   | Kota Morinishi (JP) | Ulrich Voigt (DE)   |
| 2015 | Ken Endo (JP) | Ulrich Voigt (DE)   | Palmer Mebane (USA) | Ulrich Voigt (DE) | James McGowan (UK)  | Ken Endo (JP)       |
| 2016 | Ken Endo (JP) | Ulrich Voigt (DE)   | Hideaki Jo (JP)     | Ken Endo (JP)     | Ulrich Voigt (DE)   | Will Blatt (USA)    |
| 2017 | Ken Endo (JP) | Thomas Snyder (USA) | Hideaki Jo (JP)     | Ken Endo (JP)     | Hideaki Jo (JP)     | Kota Morinishi (JP) |

### Sudoku Grand Prix
| Jahr | Online               | Online               | Online                  | Finale              | Finale              | Finale                  |
|      | 1. Platz             | 2. Platz             | 3. Platz                | 1. Platz            | 2. Platz            | 3. Platz                |
| ---- | -------------------- | -------------------- | ----------------------- | ------------------- | ------------------- | ----------------------- |
| 2013 | Kota Morinishi (JP)  | Hideaki Jo (JP)      | Tiit Vunk (EST)         | Kota Morinishi (JP) | Tiit Vunk (EST)     | Jakub Ondroušek (CZ)    |
| 2014 | Jakub Ondroušek (CZ) | Tiit Vunk (EST)      | Jan Mrozowski (PL)      | Tiit Vunk (EST)     | Kota Morinishi (JP) | Bastien Vial-Jaime (FR) |
| 2015 | Tiit Vunk (EST)      | Jakub Ondroušek (CZ) | Bastien Vial-Jaime (FR) | Kota Morinishi (JP) | Timothy Doyle (FR)  | Tiit Vunk (EST)         |
| 2016 | Tiit Vunk (EST)      | Seungjae Kwak (KOR)  | Kota Morinishi (JP)     | Tiit Vunk (EST)     | Kota Morinishi (JP) | Hideaki Jo (JP)         |
| 2017 | Tiit Vunk (EST)      | Seungjae Kwak (KOR)  | Kota Morinishi (JP)     | Seungjae Kwak (KOR) | Tantan Dai (CHN)    | Tiit Vunk (EST)         |

## Mitglieder

### Deutsches Mitglied
Von 1992 bis 2005 war das deutsche Mitglied in der WPF die Rätselredaktion des Bastei-Verlags. Diese wurde Ende 2005, bedingt durch einen Zusammenschluss von Gong und Bastei, aufgelöst. Seit 2006 ist der Verein Logic Masters Deutschland e.V., der im Februar 2006 in den Räumen des Bastei-Verlags gegründet wurde, das deutsche Mitglied.
Der Verein Logic Masters Deutschland e.V. organisiert alljährlich die deutsche Rätselmeisterschaft „Logic Masters“ und die deutsche Sudokumeisterschaft und seit 2016 die Deutsche Jugend Sudoku Meisterschaft. Gelegentlich werden auch andere Wettbewerbe organisiert, wie beispielsweise die deutsche Optimiermeisterschaft. Weiterhin betreibt er ein Rätselforum, wo sich Interessenten zu Rätseln austauschen können und ein PuzzleWiki in welchem Rätselarten gesammelt werden. Um den Überblick über die Rätselarten zu behalten, haben die Mitglieder des Vereins ein Taxonomiesystem analog zu dem aus der Biologie entwickelt, welches allerdings noch unvollständig ist und derzeit nur die Rätselarten abdeckt, mit denen sich der Verein primär beschäftigt. Das System ist allerdings so angelegt, dass es entsprechend erweitert werden kann, wenn dafür Bedarf besteht. Der Verein betreibt auch das Rätselportal, wo Interessierte eigene Rätsel einstellen und fremde Rätsel lösen können.

#### Ziele
Die Ziele des Vereins sind laut Satzung die Vertretung Deutschlands bei internationalen Rätselwettbewerben sowie die Förderung und Verbreitung logischer und mathematischer Rätsel im sportlichen Wettbewerb.

#### Deutsche Rätselmeisterschaft / Logic Masters
Die deutschen Rätselmeisterschaften fanden zum ersten Mal 1994 statt. Mit Ausnahme von 2001 wurden sie seither jährlich durchgeführt. Sie bestehen aus zwei Teilen, einer Qualifikation (auch 1. Qualifikation, Vorrunde), bei der die Teilnehmer zu Hause Rätsel lösen müssen, und einer Endausscheidung (auch 2. Qualifikation, Endrunde), die an einem zentralen Ort stattfindet und zu der nur die besten Teilnehmer der Qualifikation eingeladen werden, seit 2006 auch das WM-Team des Vorjahres, sowie gelegentlich zusätzliche Teilnehmer, die eine Wildcard des Vereins erhalten. Seit 2004 heißt die deutsche Rätselmeisterschaft „Logic Masters“.
Die Endausscheidung besteht aus etwa 7 unterschiedlichen Runden, in denen die Teilnehmer Punkte sammeln können. Die vier besten Teilnehmer bilden das WM-Team. Seit 2006 treten diese Teilnehmer anschließend noch im Finale um den Titel des Deutschen Rätselmeisters an. Die Zahl der zu bestimmenden WM-Team- und Final-Teilnehmer kann sich verringern, wenn Personen bereits im Vorfeld gesetzt wurden. In der Regel handelt es sich dabei um Rätsellöser, die im Vorfeld bereit besonders gute Leistung gezeigt haben und die Rätsel für die Endausscheidung erstellt haben.
Im Laufe der Zeit gab es zahlreiche Änderungen. So war es bis 2006 üblich, dass man bei der Qualifikation Optimierrätsel lösen musste, wo nicht irgendeine, in der Regel eindeutige, Lösung gesucht war, sondern aus einer Vielzahl von möglichen Lösungen eine möglichst gute Lösung ausgewählt werden musste. Daran gab es immer wieder erhebliche Kritik, da hier für die Qualifikation eine andere Fähigkeit benötigt wurde als für die Endausscheidung. Notwendig wurden diese Optimierrätsel, weil den Teilnehmern, die ihre Unterlagen auf dem Postweg zugeschickt bekamen, zu viel Zeit hatten und dadurch alle anderen Rätsel lösen konnten und somit zwischen den Leistungen der einzelnen Teilnehmer nicht mehr unterschieden werden konnte.
2007 wurde das alte System mit den Optimierrätseln durch eine Online-Qualifikation abgelöst, bei der den Teilnehmern nur noch eine begrenzte Zeit, meist 2½ Stunden, zur Verfügung steht. Dadurch konnten Optimierrätsel vermieden werden. Das neue System ist allerdings weiterhin anfällig für Betrügereien. In der Praxis gab es bislang aber nur sehr wenig Auffälligkeiten. Insbesondere bei der Endausscheidung würden Betrüger ohnehin auffallen.
Ein Friedbert Schiemann erschien 2001 als Gast bei der Sendung ZDF Quizshow CASH und wurde dort als ehemaliger deutscher Rätselmeister vorgestellt. Nachfragen ergaben, dass es 1968 und 1969 eine vom Klambt Verlag durchgeführte deutsche Rätselmeisterschaft gab.
| Jahr | Ort | 1. Platz | 2. Platz | 3. Platz | Rätselautoren (Qualifikation) | Rätselautoren (Endausscheidung) | Bemerkungen |
| ---- | --- | --- | --- | --- | --- | --- | --- |
| 1994 | Bergisch Gladbach | Markus Gegenheimer | Christian Froehner | Laura Arenz | | | |
| 1995 | Bergisch Gladbach | Beate Müller | Steffen Siegel | Markus Gegenheimer | | | |
| 1996 | Bergisch Gladbach | Markus Gegenheimer | Michael Ley | Silke Ritter | | | |
| 1997 | Bergisch Gladbach | Michael Ley | Markus Gegenheimer | Gerd Prull-Aden | | | |
| 1998 | Bergisch Gladbach | Michael Ley | Gerd Prull-Aden | Manfred Heynisch | | | |
| 1999 | Bergisch Gladbach | Michael Ley | Gerd Prull-Aden | Silke Ritter | | | |
| 2000 | Köln | Michael Ley | Ulrich Voigt | ??? | | | |
| 2001 | Die Meisterschaft 2001 fiel aus. Aus einem Brief des Organisators des Vorjahres an die Teilnehmer des WM-Teams des Vorjahres geht hervor, dass dieser versetzt wurde und ihm mitgeteilt wurde, dass er für die Meisterschaft nicht mehr zuständig sei. Dem neuen Mitarbeiter des Bastei-Verlags, der nun den Posten des alten Organisators innehatte, wurde mitgeteilt, dass sich der alte Organisator weiterhin drum kümmern würde. Die Verwechslung lag wohl daran, dass beide unterschiedliche Chefs hatten und diese sich nicht abgesprochen hatten. Als dieses Problem bekannt wurde, war zu wenig Zeit, um noch eine Meisterschaft zu organisieren. Es gelang aber noch, das alte WM-Team erneut für 2001 für die WM anzumelden. | Die Meisterschaft 2001 fiel aus. Aus einem Brief des Organisators des Vorjahres an die Teilnehmer des WM-Teams des Vorjahres geht hervor, dass dieser versetzt wurde und ihm mitgeteilt wurde, dass er für die Meisterschaft nicht mehr zuständig sei. Dem neuen Mitarbeiter des Bastei-Verlags, der nun den Posten des alten Organisators innehatte, wurde mitgeteilt, dass sich der alte Organisator weiterhin drum kümmern würde. Die Verwechslung lag wohl daran, dass beide unterschiedliche Chefs hatten und diese sich nicht abgesprochen hatten. Als dieses Problem bekannt wurde, war zu wenig Zeit, um noch eine Meisterschaft zu organisieren. Es gelang aber noch, das alte WM-Team erneut für 2001 für die WM anzumelden. | Die Meisterschaft 2001 fiel aus. Aus einem Brief des Organisators des Vorjahres an die Teilnehmer des WM-Teams des Vorjahres geht hervor, dass dieser versetzt wurde und ihm mitgeteilt wurde, dass er für die Meisterschaft nicht mehr zuständig sei. Dem neuen Mitarbeiter des Bastei-Verlags, der nun den Posten des alten Organisators innehatte, wurde mitgeteilt, dass sich der alte Organisator weiterhin drum kümmern würde. Die Verwechslung lag wohl daran, dass beide unterschiedliche Chefs hatten und diese sich nicht abgesprochen hatten. Als dieses Problem bekannt wurde, war zu wenig Zeit, um noch eine Meisterschaft zu organisieren. Es gelang aber noch, das alte WM-Team erneut für 2001 für die WM anzumelden. | Die Meisterschaft 2001 fiel aus. Aus einem Brief des Organisators des Vorjahres an die Teilnehmer des WM-Teams des Vorjahres geht hervor, dass dieser versetzt wurde und ihm mitgeteilt wurde, dass er für die Meisterschaft nicht mehr zuständig sei. Dem neuen Mitarbeiter des Bastei-Verlags, der nun den Posten des alten Organisators innehatte, wurde mitgeteilt, dass sich der alte Organisator weiterhin drum kümmern würde. Die Verwechslung lag wohl daran, dass beide unterschiedliche Chefs hatten und diese sich nicht abgesprochen hatten. Als dieses Problem bekannt wurde, war zu wenig Zeit, um noch eine Meisterschaft zu organisieren. Es gelang aber noch, das alte WM-Team erneut für 2001 für die WM anzumelden. | Die Meisterschaft 2001 fiel aus. Aus einem Brief des Organisators des Vorjahres an die Teilnehmer des WM-Teams des Vorjahres geht hervor, dass dieser versetzt wurde und ihm mitgeteilt wurde, dass er für die Meisterschaft nicht mehr zuständig sei. Dem neuen Mitarbeiter des Bastei-Verlags, der nun den Posten des alten Organisators innehatte, wurde mitgeteilt, dass sich der alte Organisator weiterhin drum kümmern würde. Die Verwechslung lag wohl daran, dass beide unterschiedliche Chefs hatten und diese sich nicht abgesprochen hatten. Als dieses Problem bekannt wurde, war zu wenig Zeit, um noch eine Meisterschaft zu organisieren. Es gelang aber noch, das alte WM-Team erneut für 2001 für die WM anzumelden. | Die Meisterschaft 2001 fiel aus. Aus einem Brief des Organisators des Vorjahres an die Teilnehmer des WM-Teams des Vorjahres geht hervor, dass dieser versetzt wurde und ihm mitgeteilt wurde, dass er für die Meisterschaft nicht mehr zuständig sei. Dem neuen Mitarbeiter des Bastei-Verlags, der nun den Posten des alten Organisators innehatte, wurde mitgeteilt, dass sich der alte Organisator weiterhin drum kümmern würde. Die Verwechslung lag wohl daran, dass beide unterschiedliche Chefs hatten und diese sich nicht abgesprochen hatten. Als dieses Problem bekannt wurde, war zu wenig Zeit, um noch eine Meisterschaft zu organisieren. Es gelang aber noch, das alte WM-Team erneut für 2001 für die WM anzumelden. | Die Meisterschaft 2001 fiel aus. Aus einem Brief des Organisators des Vorjahres an die Teilnehmer des WM-Teams des Vorjahres geht hervor, dass dieser versetzt wurde und ihm mitgeteilt wurde, dass er für die Meisterschaft nicht mehr zuständig sei. Dem neuen Mitarbeiter des Bastei-Verlags, der nun den Posten des alten Organisators innehatte, wurde mitgeteilt, dass sich der alte Organisator weiterhin drum kümmern würde. Die Verwechslung lag wohl daran, dass beide unterschiedliche Chefs hatten und diese sich nicht abgesprochen hatten. Als dieses Problem bekannt wurde, war zu wenig Zeit, um noch eine Meisterschaft zu organisieren. Es gelang aber noch, das alte WM-Team erneut für 2001 für die WM anzumelden. |
| 2002 | Berlin | Michael Ley | Ulrich Voigt | ??? | | | Die Endausscheidung wurde in zwei getrennten Räumen durchgeführt. Das führte zu zahlreichen Problemen bei der Vergabe von Platzierungsboni. |
| 2003 | Köln | Ulrich Voigt | Michael Ley | Roland Voigt | | | |
| 2004 | Köln | Ulrich Voigt | Michael Ley | Marian Kraus | | | |
| 2005 | Köln | Ulrich Voigt | Michael Ley | Hartmut Seeber | | | |
| 2006 | Recklinghausen | Michael Ley | Hartmut Seeber | Bernhard Seckinger | Ulrich Voigt, Roland Voigt | Ulrich Voigt, Roland Voigt | |
| 2007 | Gotha | Ulrich Voigt | Michael Ley | Hartmut Seeber | Hartmut Seeber, Roland Voigt, Ulrich Voigt | Bernhard Seckinger, Immanuel Halupczok | |
| 2008 | Gotha | Ulrich Voigt | Michael Ley | Susanne Koderisch | Bernhard Seckinger, Roland Voigt, Ulrich Voigt | Hartmut Seeber | Im Finale gab es eine Teamwertung, die von einigen kritisiert wurde, da hier nicht mehr die Eigenleistung für den erreichten Platz verantwortlich war. |
| 2009 | Gotha | Michael Ley | Philipp Weiß | Florian Kirch | Immanuel Halupczok, Florian Kirch, Hartmut Seeber, Richard Stolk, Roland Voigt, Ulrich Voigt | Robert Bearda, Richard Stolk, Roland Voigt, Ulrich Voigt | |
| 2010 | Wernigerode | Ulrich Voigt | Philipp Weiß | Michael Ley | Silke Berendes, Florian Kirch, Roland Voigt, Ulrich Voigt, Philipp Weiß | Silke Berendes, Hartmut Seeber, Richard Stolk, Uwe Wiedemann, Roland Voigt, Susanne Zumbrink | |
| 2011 | Hamburg | Florian Kirch | Ulrich Voigt | Philipp Weiß | Ulrich Voigt | Silke Berendes, Bernhard Seckinger | Wegen eines fehlerhaften Rätsels musste das Finale kurz unterbrochen werden, konnte aber kurz danach ohne das kaputte Rätsel wieder aufgenommen werden. |
| 2012 | Stuttgart | Florian Kirch | Martin Merker | Michael Ley | Silke Berendes, Bernhard Seckinger, Philipp Weiß | Ulrich Voigt, Roland Voigt | |
| 2013 | Augsfeld | Ulrich Voigt | Philipp Weiß | Florian Kirch | Florian Kirch, Sebastian Matschke, Roland Voigt, Ulrich Voigt | Silke Berendes | |
| 2014 | Stuttgart | Ulrich Voigt | Florian Kirch | Roland Voigt | Sebastian Matschke, Martin Merker, Philipp Weiß | Christoph Seeliger, Nils Miehe, Susanne Zumbrink, Hubert Wagner | |
| 2015 | Augsfeld | Philipp Weiß | Robert Vollmert | Martin Merker | Silke Berendes, Robert Vollmert | Ulrich Voigt, Florian Kirch | In dieser Meisterschaft gab es eine Teamrunde. Diese wurde sehr kontrovers diskutiert, da hier auch die Leistung anderer das eigene Ergebnis beeinflusst. |
| 2016 | Stuttgart | Ulrich Voigt | Martin Merker | Philipp Weiß | Roland Voigt | Rainer Biegler, Jürgen Blume-Nienhaus, Christian Halberstadt, Gabriele Penn-Karras, Jörg Reitze | |
| 2017 | Bad Salzhausen | Ulrich Voigt | Robert Vollmert | Martin Merker | Rainer Biegler, Gabriele Penn-Karras | Philipp Weiß, Ute Spreckels | |
| 2018 | Stuttgart | Ulrich Voigt | Sebastian Matschke | Philipp Weiß | Robert Vollmert, Martin Merker | Silke Berendes, Eva Schuckert, Erhard Notz | Nach dem Finale gab es eine intensive Diskussion, da bei einem Teilnehmer die erste Lösungsabgabe eines Finalrätsels als nicht korrekt gewertet wurde. Nach einigen unbefriedigenden Überlegungen, in welcher Form der mögliche Wertungsfehler berücksichtigt werden könnte, wurde letztlich entschieden, das ursprüngliche Ergebnis beizubehalten. |
| 2019 | Kirchheim | Robert Vollmert | Michael Ley | Ulrich Voigt | Florian Habermann, Gabriele Penn-Karras | Philipp Weiß, Ute Weiß | |
| 2020 | - - - | - - - | - - - | - - - | Florian Habermann, Jonas Gleim | - - - | Die Meisterschaft konnte wegen der Corona-Pandemie nicht stattfinden. |
| 2021 | - - - | Ulrich Voigt | Martin Merker | Robert Vollmert | Gabriele Penn-Karras Rainer Biegler | Rainer Biegler, Jürgen Blume-Nienhaus, Florian Habermann, Michael Niermann-Rossi, Hartmut Seeber, Christoph Seeliger, Silke Berendes, Jonas Gleim, Eva Schuckert, Philipp Weiß, Gabriele Penn-Karras | Wegen der anhaltenden Corona-Pandemie wurde die Meisterschaft als Online-Event abgehalten. |
| 2022 | Augsfeld | Philipp Weiß | Christian König | Martin Merker | Roland Voigt | Gabriele Penn-Karras, Jürgen Blume-Nienhaus, Erhard Notz | |
| 2023 | Wuppertal | Christian König | Philipp Weiß | Martin Merker | Gabriele Penn-Karras, Christian König | Silke Berendes, Jonas Gleim, Florian Habermann | |

#### Deutsche Sudoku Meisterschaft
Seit 2006 besteht die Deutsche Sudoku Meisterschaft aus einer Online-Qualifikation und einer Endrunde, bei der neben den Online-Qualifikanten immer auch das WM-Team des Vorjahres qualifiziert sind. Der Verein kann nach eigenem Gutdünken auch noch Gästen eine Wildcard geben.
| Jahr | Ort | 1. Platz           | 2. Platz        | 3. Platz           | Rätselautoren                                                                           |
| ---- | --- | ------------------ | --------------- | ------------------ | --------------------------------------------------------------------------------------- |
| 2005 | Berlin | Kerstin Wöge       | Roland Jago     | ???                | Stefan Heine                                                                            |
| 2005 | Die erste Deutsche Sudokumeisterschaft wurde unautorisiert von der Berliner Zeitung ausgerufen und durchgeführt. Der Verein hat diese Meisterschaft nachträglich aber anerkannt. Während der Meisterschaft waren nur Standardsudoku zu lösen. Verwendet wurde ein System, bei dem immer zwei Teilnehmer gegeneinander antraten und der schnellere, bzw. derjenige, der nach einer gewissen Zeit mehr Ziffern eingetragen hat, weiterkam. |                    |                 |                    |                                                                                         |
| 2006 | Hamburg | Michael Ley        | Michael Smit    | Roland Jago        | Bernhard Seckinger, Immanuel Halupczok                                                  |
| 2006 | Bei der Qualifikation gab es Probleme, da diese auf dem Server des Stern (Zeitschrift) abgehalten wurde und der zuständige Techniker in Urlaub war. Diese musste deswegen eine Woche später noch einmal wiederholt werden. Von einigen Teilnehmern wurde die Auswahl der Rätsel der Endrunde kritisiert, da diese zum Teil schon sehr weit vom Standard-Sudoku entfernt waren. Der Verein hat daraufhin beschlossen, ab sofort nur noch Varianten zu verwenden, bei denen das Gitter aus 9x9-Feldern und die Gebiete quadratisch sind. Auch an dieser Konvention gibt es Kritik, weil so das Chaossudoku ausgeklammert wird. Sie wurde aber bis 2015 beibehalten. |                    |                 |                    |                                                                                         |
| 2007 | Gießen | Michael Ley        | Roland Jago     | Michael Smit       | Stefan Heine                                                                            |
| 2008 | Brühl (bei Bonn) | Michael Ley        | Maria Graber    | Michael Smit       | Silke Berendes, Stefan Heine, Richard Stolk                                             |
| 2009 | Pirmasens | Michael Smit       | Michael Ley     | Florian Kirch      | Silke Berendes, Stefan Heine, Richard Stolk, Uwe Wiedemann                              |
| 2010 | Augsburg | Florian Kirch      | Michael Ley     | Ulrich Voigt       | Silke Berendes, Stefan Heine, Sebastian Matschke, Richard Stolk, Uwe Wiedemann          |
| 2010 | Im Wettbewerb wurde ein Rätsel (vom Rätselautor beabsichtigt) doppelt verwendet. Die zweite Version war lediglich gegenüber der ersten verdreht. Kein Teilnehmer hat dies bemerkt. Es wurde auch von keinem Teilnehmer beanstandet. |                    |                 |                    |                                                                                         |
| 2011 | online | Florian Kirch      | Michael Ley     | Michael Smit       | Stefan Heine, Sebastian Matschke, Richard Stolk                                         |
| 2011 | Die DSM 2011 fand online statt, da aufgrund der Verschiebung der WSC vom Frühjahr in den Herbst keine Kandidaten für die WSC benötigt wurden und sich dadurch niemand fand, der die DSM ausrichten wollte. |                    |                 |                    |                                                                                         |
| 2012 | Düsseldorf | Florian Kirch      | Martin Merker   | Michael Smit       | Stefan Heine, Richard Stolk                                                             |
| 2012 | Es gab einige Kritik am Finalrätsel, welches nur ein einziger Teilnehmer in ca. einer Stunde lösen konnte. Zusammen mit einem recht ungünstigen Zweitkriterium, bei dem korrekte Ziffern im Diagramm gezählt wurden, führte dies dazu, dass Michael Ley, der sich vor dem Finale deutlich von Platz 3 abgesetzt hatte, nicht ins WM-Team kam. |                    |                 |                    |                                                                                         |
| 2013 | Bad Salzhausen | Michael Ley        | Hubert Wagner   | Martin Merker      | Stefan Heine, Richard Stolk                                                             |
| 2014 | Bad Salzhausen | Florian Kirch      | Ulrich Voigt    | Michael Ley        | Stefan Heine, Richard Stolk                                                             |
| 2015 | Hamburg | Michael Ley        | Florian Kirch   | Martin Merker      | Stefan Heine, Richard Stolk                                                             |
| 2016 | Haltern am See | Michael Ley        | Martin Merker   | Sebastian Matschke | Richard Stolk, Stefan Heine, Arvid Baars                                                |
| 2017 | Herbstein | Sebastian Matschke | Michael Ley     | Michael Smit       | Richard Stolk, Stefan Heine, Arvid Baars                                                |
| 2018 | Hamburg | Michael Ley        | Martin Merker   | Sebastian Matschke | Richard Stolk, Stefan Heine, Arvid Baars, Raphael Sümpelmann                            |
| 2019 | Neu-Ulm | Michael Ley        | Philipp Weiß    | Robert Vollmert    | Bernhard Seckinger, Richard Stolk. Stefan Heine, Arvid Baars                            |
| 2020 | - - - | Michael Ley        | Martin Merker   | Carsten Ruhnke     | Richard Stolk, Arvid Baars, Stefan Heine, Silke Berendes, Wilbert Zwart                 |
| 2020 | Aufgrund der Corona-Pandemie fand die Meisterschaft online statt. |                    |                 |                    |                                                                                         |
| 2021 | - - - | Michael Ley        | Martin Merker   | Carsten Ruhnke     | Richard Stolk, Stefan Heine, Philipp Blume, Ulrich Voigt, Wilbert Zwart                 |
| 2021 | Aufgrund der Corona-Pandemie fand die Meisterschaft erneut online statt. |                    |                 |                    |                                                                                         |
| 2022 | Hamburg | Michael Ley        | Christian König | Roland Voigt       | Nityant Agarwal, Philipp Blume, Thomas Fink, Stefan Heine, Richard Stolk, Wilbert Zwart |
| 2023 | Neuendettelsau | Martin Merker      | Michael Ley     | Charlotte Kroll    | Ulrich Voigt                                                                            |

#### Deutsche Jugend Sudoku Meisterschaft
2016 gab es erstmals eine Deutsche Jugend Sudoku Meisterschaft. Die Qualifikation erfolgte in Schulen und anderen ausgewählten Institutionen. Die Endrunde fand gleichzeitig mit der Deutschen Sudoku Meisterschaft statt. Seit 2017 findet zusätzlich zu den Qualifikationen an Schulen auch eine Online-Qualifikation statt.
| Jahr | Ort            | 1. Platz          | 2. Platz        | 3. Platz          | Rätselautoren                                            |
| ---- | -------------- | ----------------- | --------------- | ----------------- | -------------------------------------------------------- |
| 2016 | Haltern am See | Berit Pauls       | Larissa Rudolph | Hanna Wolf        | Richard Stolk, Arvid Baars                               |
| 2017 | Herbstein      | Charlotte Kroll   | Linda Kersting  | Franziska Thiele  | Hans Eendebak, Stefan Heine, Arvid Baars, Richard Stolk  |
| 2018 | Hamburg        | Charlotte Kroll   | Loni Hornung    | Larissa Rudolph   | Silke Berendes, Stefan Heine, Arvid Baars, Richard Stolk |
| 2019 | Neu-Ulm        | Charlotte Kroll   | Larissa Rudolph | Natalie Grabowsky | Silke Berendes, Richard Stolk, Arvid Baars               |
| 2020 | - - -          | - - -             | - - -           | - - -             | --- ausgefallen wegen der Corona-Pandemie ---            |
| 2021 | - online -     | Natalie Grabowsky | Charlotte Kroll | Franziska Thiele  | Silke Berendes, Chris Berendes                           |
| 2022 | Hamburg        | Finja Eiken       | Paula Wranik    | Nina Schicks      | Larissa Rudolph, Dylan Funck, Chris Berendes             |
| 2023 | Neuendettelsau | Sahith Malepati   | Finja Eiken     | Manuel Schicks    | Larissa Rudolph, Dylan Funck, Natalie Grabowsky          |

#### Deutsche Optimiermeisterschaft
Die deutsche Optimiermeisterschaft fand von 2007 bis 2010 statt, wurde dann aber wieder eingestellt, weil sie sowohl für die Veranstalter als auch für die Teilnehmer sehr anstrengend und zeitaufwendig war. Alle Optimiermeisterschaften wurden online durchgeführt.
| Jahr | 1. Platz         | 2. Platz         | 3. Platz         | Rätselautoren                                                | Bemerkungen                                                              |
| ---- | ---------------- | ---------------- | ---------------- | ------------------------------------------------------------ | ------------------------------------------------------------------------ |
| 2007 | Hartmut Thordsen | Yevhen Shatsyllo | Annette Thiele   | Bernhard Seckinger                                           |                                                                          |
| 2008 | Yevhen Shatsyllo | Manfred Heynisch | Hartmut Thordsen | Bernhard Seckinger                                           |                                                                          |
| 2009 | Manfred Heynisch | Marian Kraus     | Annette Thiele   | Georg Filser, Bernhard Seckinger                             |                                                                          |
| 2010 | Annette Thiele   | Susanne Zumbrink | Frank Föll       | Georg Filser, Jörg Reitze, Richard Stolk, Bernhard Seckinger | Der Titelverteidiger starb wenige Tage vor dem Beginn der Meisterschaft. |

#### Vereinszeitschrift
Seit 2006 gab der Verein eine Vereinszeitschrift an die Mitglieder heraus, die sich anfänglich "Denkzettel" nannte. Nach rechtlichen Auseinandersetzungen mit dem Bundesverband Gedächtnistraining, musste dieser Name aber aufgegeben werden. Die Zeitschrift wurde danach in "Not even diagonally" umbenannt. Anfänglich erschien die Zeitschrift drei- bis viermal im Jahr. Seit etwa 2012 wird nur noch ein Exemplar pro Jahr gedruckt.

#### Rätselportal
Um der Kritik, dass sich die Vereinsaktivitäten fast ausschließlich dem Lösen auf Zeit widmen, entgegenzutreten, wurde das Rätselportal geschaffen. Dort kann jeder seine eigenen Rätsel einstellen und die Rätsel der anderen lösen. Mit anderen Worten, das Rätselportal widmet sich mehr dem Breiten- als dem Spitzensport. Das erste Rätsel wurde am 1. November 2008 eingestellt. Es handelt sich dabei um ein ABCtje von Richard Stolk mit Namen von damals aktiven Rätselleuten. Seither wurden fast 3000 Rätsel von über 100 Autoren eingestellt (Stand: 2. Juli 2016).
Alle Rätsel verfügen über einen kurzen Lösungscode, den man zum Überprüfen der Lösung eingeben kann. Zudem kann man, wenn man das Rätsel gelöst hat, dessen Schwierigkeit und dessen Schönheit beurteilen. Im Laufe der Zeit hat sich die Skala für den Schwierigkeitsgrad aber immer weiter verschoben, so dass Anfänger inzwischen bereits Rätsel mit nur 2 Sternen als sehr schwer empfinden.

### Schweizer Mitglied
Seit 2011 ist die Swiss Puzzle Federation das Schweizer Mitglied der WPF.

#### Ziele
Die Ziele des Vereins sind laut Webseite:
- Sich auf nationaler Ebene über Rätsel auszutauschen.
- Rätsel-Innovationen zu fördern und zu unterstützen.
- An nationalen und internationalen Rätselveranstaltungen mitzumachen.
- Kontakte und Freundschaften zu anderen Rätsel-Sympathisanten in aller Welt zu knüpfen.

#### Schweizer Rätselmeister
Eine Schweizer Rätselmeisterschaft in dem Sinne gibt es bislang nicht. Seit 2012 wird eine Online-Qualifikation für die Weltmeisterschaft durchgeführt, wobei der amtierende Meister immer für die WM gesetzt ist. Der beste Schweizer bei der Weltmeisterschaft ist dann der Schweizer Meister.
| Jahr | Schweizer Meister | Qualifikation    | Qualifikation    | Qualifikation    | Rätselautoren |
| Jahr | Schweizer Meister | 1. Platz         | 2. Platz         | 3. Platz         | Rätselautoren |
| ---- | ----------------- | ---------------- | ---------------- | ---------------- | ------------- |
| 2009 | Markus Roth       |                  |                  |                  |               |
| 2010 | Markus Roth       |                  |                  |                  |               |
| 2011 | Markus Roth       |                  |                  |                  |               |
| 2012 | Markus Roth       | Paolo Grandi     | Frédéric Stalder | Claudia Schmutz  | Markus Roth   |
| 2013 | Markus Roth       | Frédéric Stalder | Claudia Schmutz  | Christoph Bieler | Markus Roth   |
| 2014 | Markus Roth       | Frédéric Stalder | Roger Kohler     | Christoph Bieler | Markus Roth   |
| 2015 | Markus Roth       | Frédéric Stalder | Esther Naef      | Roger Kohler     | Markus Roth   |
| 2016 | Roger Kohler      | Roger Kohler     | Christoph Bieler | Claudia Schmutz  | Markus Roth   |
| 2017 | Roger Kohler      | Michael Genier   | Esther Naef      | Markus Roth      | Roger Kohler  |
| 2018 | Roger Kohler      | Michael Genier   | Christoph Bieler | Markus Roth      | Roger Kohler  |
| 2019 | Roger Kohler      | Michael Genier   | Markus Roth      | Christoph Bieler | Roger Kohler  |

#### Schweizer Sudoku-Meister
Eine Schweizer Sudokumeisterschaft in dem Sinne gibt es bislang nicht. Als Schweizer Sudokumeister wird der beste Schweizer Teilnehmer der WSC gekürt. Seit 2012 gibt es zudem eine online-Qualifikation für die WSC, wobei der amtierende Meister immer automatisch qualifiziert ist.
| Jahr | Schweizer Sudoku-Meister | Qualifikation     | Qualifikation     | Qualifikation     | Rätselautoren     |
| Jahr | Schweizer Sudoku-Meister | 1. Platz          | 2. Platz          | 3. Platz          | Rätselautoren     |
| ---- | ------------------------ | ----------------- | ----------------- | ----------------- | ----------------- |
| 2006 | Stefan Berner            |                   |                   |                   |                   |
| 2007 | Beat Amstutz             |                   |                   |                   |                   |
| 2008 | Christof Brütsch         |                   |                   |                   |                   |
| 2009 | Christof Brütsch         |                   |                   |                   |                   |
| 2010 | Christof Brütsch         |                   |                   |                   |                   |
| 2011 | Frédéric Stalder         |                   |                   |                   |                   |
| 2012 | Frédéric Stalder         | Paolo Grandi      | Christof Bruetsch | Claudia Schmutz   | Frédéric Stalder  |
| 2013 | Frédéric Stalder         | Paolo Grandi      | Christof Bruetsch | Claudia Schmutz   | Frédéric Stalder  |
| 2014 | Frédéric Stalder         | Christof Bruetsch | Paolo Grandi      | Markus Roth       | Frédéric Stalder  |
| 2015 | Frédéric Stalder         | Paolo Grandi      | Roger Kohler      | Christof Bruetsch | Frédéric Stalder  |
| 2016 | Christof Bruetsch        | Christof Bruetsch | Roger Kohler      | Claudia Schmutz   | Frédéric Stalder  |
| 2017 | Roger Kohler             | Frédéric Stalder  | Paolo Grandi      | Roger Kohler      | Christof Bruetsch |
| 2018 | Michael Genier           | Paolo Grandi      | Michael Genier    | Christof Bruetsch | Roger Kohler      |
| 2019 | Roger Kohler             | Frédéric Stalder  | Roger Kohler      | Christof Bruetsch | Michael Genier    |

### Österreichisches Mitglied
In Österreich gibt es keinen Verein oder dergleichen, der Mitglied in der WPF ist. Es sind derzeit aber fünf Einzelpersonen Mitglied.